# Seneca

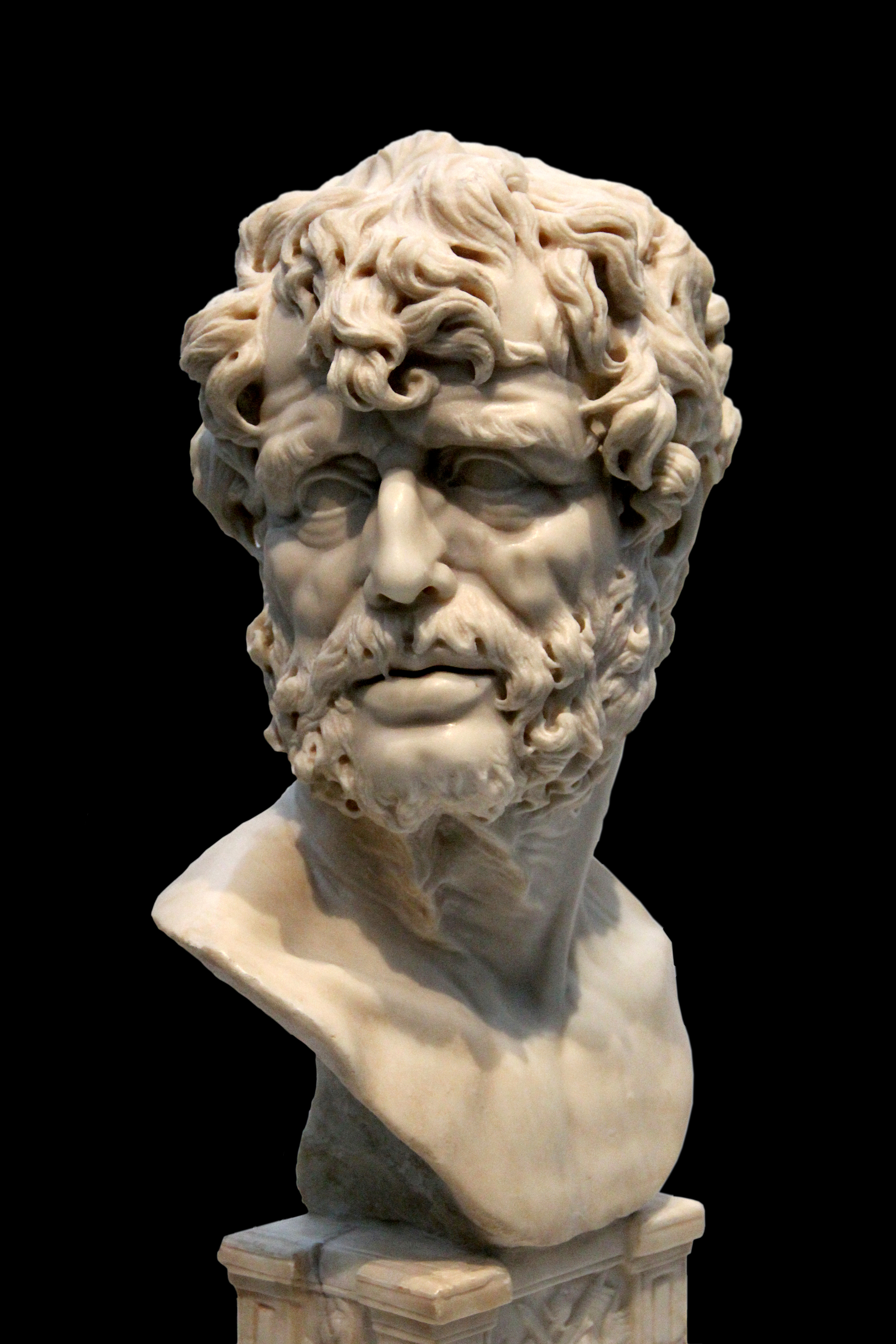
Seneca cel Tânăr (Muzeul Prado)

Lucius Annaeus Seneca (sau mai simplu Seneca sau Seneca cel Tânăr, n. cca. 4 î.Hr. – d. 65) a fost un filosof stoic roman, preceptor al împăratului Nero. Seneca a ocupat și funcții în administrația Imperiului. A fost fiul lui Seneca cel Bătrân (55 î.Hr.-41d.Hr.).

## Viața
Seneca a văzut lumina zilei în ajunul secolului I al erei noastre, în cea mai romanizată regiune sudică a Hispaniei, provincia Baetica. Seneca este un andaluz sau, cum îl numește biograful sau român, istoricul Eugen Cizek, un "corduban".
Orașul lui natal este Corduba, azi Cordoba, la apa Guadalquivirului.
Seneca a avut o valoroasă activitate de intelectual creator, atât în Spania, cât și la Roma. Istoric și critic al artei oratorice, Seneca tatăl a fost un apărător al tradiției clasice. Făcea parte din ordinul cavalerilor, situat imediat după ordinul senatorilor, primul în ierarhia socială. Mama lui Seneca, Helvia, provenea dintr-o familie de notabili din vecinătatea Cordubei.
Soții Seneca au avut trei băieți. Lucius Annaeus Seneca era al doilea copil. Primul născut, Novatus, va parcurge în decursul anilor o importantă carieră de demnitar. Al treilea fiu, Mela, va fi tatăl unui poet celebru, Lucan (39-65). Între cei trei frați și părinții lor va exista mereu o puternică legătură de solidaritate și dragoste, oglindită și în opera lui Seneca-fiul.
Seneca a fost adus la Roma din fragedă copilărie, sub îngrijirea devotată a unei admirabile mătuși, soția unui viitor guvernator al Egiptului. Ca tânăr discipol, Seneca va admira mai mulți dascăli greci și latini. Cel mai prețuit dintre acești "directori de conștiință" va fi stoicul Attalus. Arta cuvântului și talentul pedagogic ale lui Attalus vor fi recunoscute chiar și de severul conservator Seneca tatăl, care nu-i iubea pe filosofi și acorda atenție mai ales retoricii.
Seneca-fiul se va atașa de gânditorii stoici care își îndreptau eforturile spre făurirea unei atitudini de demnitate, umanitate și curaj în fața greutăților și suferințelor vieții. Scopul stoicilor era libertatea interioară, sufletească - scut împotriva nedreptății și tiraniei.
În vremea împăratului Tiberiu, învățatul stoic Attalus, profesorul lui Seneca, este alungat din Roma. Această măsură de prigonire făcea parte dintr-o campanie de intimidare și represiune împotriva "opoziției stoice". Reacția lui Seneca va fi decizia de a părăsi Capitala. A plecat în Egipt, unde putea să fie apărat de mătușa sa, sora Helviei, și de soțul ei, guvernator al Egiptului. Va rămâne acolo, la Alexandria, până în anul 31 d.Hr.
Principalele sale scrieri etice sunt Scrisori morale, o utilizare timpurie a formei epistolare. A avut o carieră agitată, care a inclus și exilul în Corsica pentru adulter cu Iulia Livilla, nepoata împăratului Claudius.
Întorcându-se din exil, a fost preceptorul lui Nero. Acesta, devenind împărat, l-a implicat în conjurația lui Pison și i-a poruncit să-și ia viața. Seneca și-a tăiat venele fără nici o tresărire.
Din voluminoasa sa operă este de reținut morala sa apropiată de cea a stoicilor, dezvoltată în Questiones naturales. Se opune lui Cicero, pentru care viața socială și datoria de cetățean se aflau pe primul loc. Înțelepciunea consta în a-și cultiva voința de a-și găsi fericirea în virtute, și nu în hazardul bogăției materiale. Originalitatea lui Seneca stă în pătrunderea cu care a surprins viciile și relele contemporanilor săi, stă în locul acordat milei și omeniei față de sclavi, de gladiatori. Ideile sale au făcut ca el să fie consultat nu numai de filosofi, ci și de Părinții Bisericii și de moraliștii creștini. Sinuciderea către care a fost împins a oferit un model celebru de stoicism în acțiune.

## Reputație
În izvoarele istorice Seneca a rămas drept cel care i-a predat lui Nero viciul și tirania. Era o profundă contradicție între scrierile lui Seneca și felul în care el însuși a trăit.

## Opera

### Tragedii
- Hercule cuprins de nebunie
- Troienele
- Fenicienele
- Medeea
- Fedra
- Oedip rege
- Agamemnon
- Tieste
- Hercule pe muntele Oeta